# Pseudorhadinorhynchus srivastavai
Pseudorhadinorhynchus srivastavai is een soort in de taxonomische indeling van de Acanthocephala (haakwormen). De worm wordt meestal 1 tot 2 cm lang. Ze komen algemeen voor in het maag-darmstelsel van ongewervelden, vissen, amfibieën, vogels en zoogdieren.
De haakworm komt uit het geslacht Pseudorhadinorhynchus en behoort tot de familie Illiosentidae. Pseudorhadinorhynchus srivastavai werd in 1985 beschreven door N. K. Gupta & S. Fatma.